# 'Unplugged' 'Live' at The Academy of Music, Philadelphia USA
'Unplugged' 'Live' at The Academy of Music, Philadelphia USA es un álbum en vivo del grupo inglés de rock progresivo Renaissance, editado en el año 2000.
Este álbum presenta a la agrupación dando un concierto en formato "Unplugged" en la Academia de Música de Filadelfia, Estados Unidos, en el año de 1985.
En este directo, solamente la vocalista Annie Haslam y el guitarrista Michael Dunford fueron parte de la formación clásica de la banda en los años setenta.
Aun cuando es un trabajo de la etapa de los ochenta, solo se incluyó un tema de los dos discos que Renaissance editó en esa década, el cual fue "Okichi-San" del álbum Camera Camera de 1981.

## Lista de canciones
1. Can You Understand (6:45)
2. Carpet of the Sun (3:14)
3. Midas Man (4:12)
4. Okichi-San (5:32)
5. I Think Of You (2:47)
6. Black Flame (5:11)
7. Mother Russia (4:36)
8. Northern Lights (4:01)
9. The Young Prince and Princess (2:42)
10. Trip to the Fair (6:27)
11. The Vultures Fly High (3:40)
12. Running Hard (6:50)

## Integrantes
- Annie Haslam - voz
- Michael Dunford - guitarras
- Raphael Rudd - piano, arpa
- Mark Lambert - guitarras
- Charles Descarfino - percusiones

Letras:
- Betty Thatcher